# Peroryctes
Peroryctes és un gènere de bàndicuts, dins l'ordre dels peramelemorfs. Són marsupials omnívors de mida petit a mitjana originaris de Nova Guinea. Se n'ha trobat espècies fòssils a Austràlia, incloent-hi P. tedfordi i P. aruensis.